# Шойынбаев, Курманбай Алтаевич
Курманбай Алтаевич Шойынбаев (каз. Құрманбай Алтайұлы Шойынбаев; род. 9 августа 1952, Сайрамский район, Южно-Казахстанской области, Казахская ССР, СССР) — советский и казахский оперный певец, концертный певец, музыкальный педагог, Заслуженный артист Казахстана (1992).

## Биография
Родился 9 августа 1952 года в селе Кызылту Сайрамского района Южно-Казахстанской области. Происходит из рода сикым племени дулат.
В 1973 году окончил кафедру теории музыки и вокала Чимкентского педагогического института культуры.
В 1991 году окончил Казахскую национальную консерваторию им. Курмангазы по специальности оперный и концертный певец.
Трудовую деятельность начал в 1973 году преподавателем кафедры теории музыки и вокала Чимкентского педагогического института культуры.
С 1977 по 1981 годы — преподаватель по вокалу Джетысайского культурно-просветительского техникума.
С 1981 года — преподаватель кафедры музыки Шымкентского педагогического института культуры им. Аль-Фараби.
С 2007 года по настоящее время — артист оркестра казахских народных инструментов Южно-Казахстанской областной филармонии им. Ш. Калдаякова.
Указом Президента Республики Казахстан от 14 августа 1992 года награждён почётным званием «Заслуженный артист Казахстана».
Указом Президента Республики Казахстан от 5 декабря 2018 года награждён Орденом «Курмет».